# Gustave Vapereau
Louis Gustave Vapereau (Orléans, 4 aprile 1819 – Morsang-sur-Orge, 18 aprile 1906) è stato uno scrittore e lessicografo francese noto principalmente per essere stato l'autore del Dictionnaire universel des contemporains e del Dictionnaire universel des littérateurs.

## Biografia
Studiò filosofia alla École normale supérieure dal 1838 al 1843, scrivendo la sua tesi su Pensées di Pascal sotto la supervisione di Victor Cousin. Insegnò filosofia a Tours fino all'istituzione del Secondo Impero francese nel 1852, quando i suoi principi repubblicani gli costarono la sua posizione.
Tornò a Parigi per studiare legge, e nel 1854 si associò al Barreau ma non praticò mai la professione e tornò a scrivere poco dopo. Nel 1858 pubblicò il Dictionnaire universel des contemporains  e dal 1859 al 1869 curò l'L'Année littéraire et dramatique.
Dopo il crollo dell'Impero, Vapereau fu nominato prefetto del Cantal il 14 settembre 1870 dal Government of National Defense di Louis-Jules Trochu. Divenne poi prefetto di Tarn e Garonna dal 26 marzo 1871 fino al 15 febbraio 1873, quando, sotto la pressione della chiesa cattolica, fu allontanato dalla prefettura. Assemblò anche il Dictionnaire universel des littérateurs, pubblicandolo nel 1876. Dal gennaio 1877 al 1888 fu nominato ispettore generale delle scuole elementari pubbliche.
Fu autore di alcune eccellenti edizioni dei classici e di opere su questioni politiche e sociali, ma è famoso per i suoi due dizionari. Contribuì inoltre a numerose riviste, tra cui Revue de l'instruction publique, Revue française, Le Petit Journal e L'Illustration. Al momento della sua morte a Morsang-sur-Orge (Essonne) nel 1906, aveva contribuito regolarmente a L'Illustration per ventisei anni, con alcuni dei suoi appunti scritti per la rivista raccolti e pubblicati nel 1896 come L'Homme et la vie.